# Wood End (Fillongley)
Wood End – wieś w Anglii, w hrabstwie Warwickshire, w dystrykcie North Warwickshire, w gminie (civil parish) Fillongley. Leży 24 km na północ od miasta Warwick i 147 km na północny zachód od Londynu. Miejscowość liczy 50 mieszkańców.